# Agostino Pappi
Agostino Pappi (1872 – 1951) è stato un botanico italiano.
Giardiniere del Regio Istituto Botanico di Roma, partecipò attivamente ad importanti spedizioni botaniche in Eritrea insieme con Achille Terracciano, assistente presso lo stesso Istituto botanico. Le esplorazioni in Eritrea si svolsero negli anni 1892 e 1893. I campioni di piante raccolti e riportati in Italia entrarono a far parte dell'Erbario Coloniale, fondato nel 1904 dal professor Pietro Romualdo Pirotta, direttore del R. Istituto.
Nel 1899-90, insieme a Luigi Buscalioni (1863-1954) esplorò l'Amazzonia, compiendo raccolte botaniche lungo i fiumi Tocatins e Araguaia. I campioni di piante brasiliane, per quasi due secoli dimenticati nei depositi dell'Erbario di Roma, sono stati di recente ritrovati e rivalutati.
Infine, ritornato in patria dopo l'esperienza brasiliana, Agostino Pappi riprese la strada dell'Eritrea, risiedendo nella colonia italiana dal 1901 al 1914; in questo tempo esplorò la regione fra Cheren e Agordat, il paese dei Bogos e dei Cunama, il Mensa, il Saraè, l'Assaorta, la catena montuosa del Soira, l'Acchelè Guzai e la regione dello Uolcait. Le sue raccolte botaniche, che assommano ad oltre 10.000 campioni, furono poi studiate da Emilio Chiovenda, uno dei più grandi esperti della flora dell'Africa orientale.